# Главчич, Неманья
Неманья Главчич (серб. Немања Главчић; род. 19 февраля 1997, Кралево) — сербский футболист, полузащитник греческого клуба «Волос».

## Клубная карьера

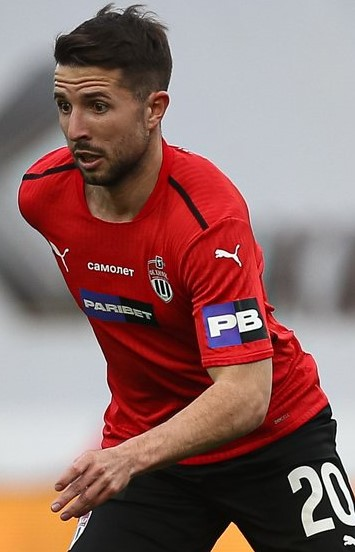
Главчич в составе «Химок»

Главчич — воспитанник клубов «Бамби Кралево», «Аполон Кралево», «Слога Кралево» и «Партизан». В 2014 году он попал в заявку на сезон последнего. Для получения игровой практики Неманья на правах аренды выступал за «Телеоптик». В начале 2015 года Главчич вернулся в «Партизан». 1 августа в матче против «Нови-Пазар» он дебютировал чемпионате Сербии. В 2016 году Неманья помог клубу завоевать Кубок Сербии. Летом том же года Гавчич перешёл в «Спартак» из Суботицы, подписав контракт на три года. 23 июля в матче против «Вождоваца» он дебютировал за новый клуб. 14 августа 2017 года в поединке против «Мачва» Ниманья забил свой первый гол за «Спартак».
Летом 2019 года Главчич перешёл в хорватский «Славен Белупо». 19 июля в матче против «Осиека» он дебютировал в чемпионате Хорватии. 22 августа 2020 года в поединке против «Горицы» Неманья забил свой первый гол за «Славен Белупо».
В январе 2022 года Главчич подписал 2,5-летний контракт с российским клубом «Химки». 26 февраля в матче против московского «Динамо» он дебютировал в РПЛ. 22 апреля 2023 года в поединке против московского «Торпедо» Неманья забил свой первый гол за «Химки». 

## Достижения
Командные
 «Партизан»
- Обладатель Кубка Сербии (1) — 2015/2016